# Иосафат (Мощич)
Владыка Иосафат (Мощич) (укр. Йосафат Мощич) украинский религиозный деятель, епископ-помощник Ивано-Франковский с 27 мая 2014 по 18 ноября 2017, епископ Черновицкий с 18 ноября 2017 года

## Биография
Родился 16 сентября 1976 в сгт. Старый Роздол Львовской области. С 1994 по 1999 обучался в Ивано-Франковской духовной семинарии. 15 сентября 2002 года принял монашеский постриг взял имя Иосафат. 26 сентября 1999 года иерейская хиротония с рук Софрона (Мудрого) епископа Ивано-Франковского. 27 мая 2014 года назначен епископом помощником Ивано-Франковской архиепархии с титулом епископ Пульхериополя. Епископская хиротония прошла 3 августа 2014 года в селе Крылос.
С 18 ноября 2017 года епископ Черновецкий, первый на кафедре.